# Roquefort (Lot-et-Garonne)
Roquefort is een gemeente in het Franse departement Lot-et-Garonne (regio Nouvelle-Aquitaine). De plaats maakt deel uit van het arrondissement Agen. Roquefort telde op 1 januari 2022 2.091 inwoners.

## Geografie
De oppervlakte van Roquefort bedroeg op 1 januari 2022 7,53 vierkante kilometer; de bevolkingsdichtheid was toen 277,7 inwoners per km².

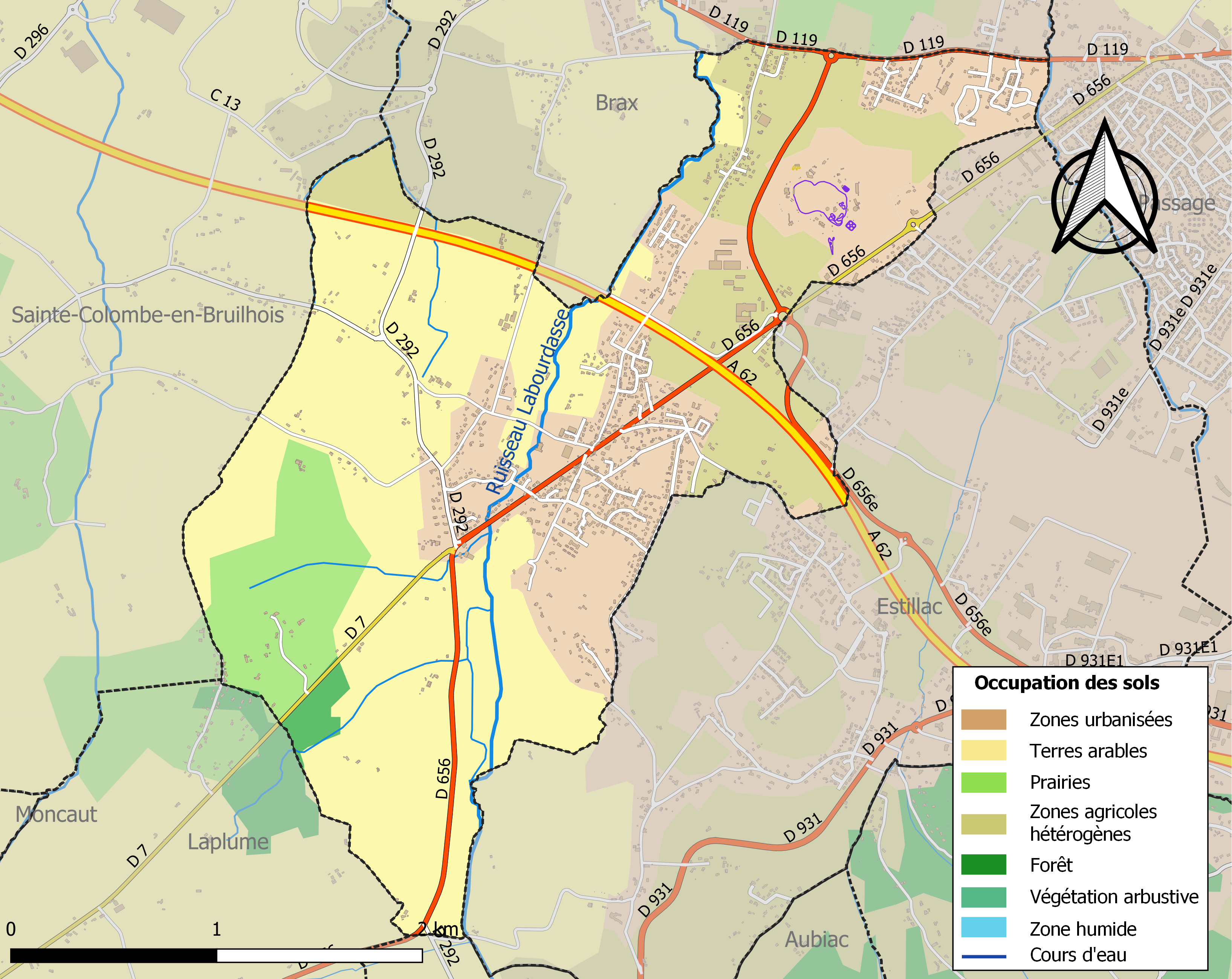
Kaart van de gemeente met de belangrijkste infrastructuur, bodemgebruik en omliggende gemeenten

## Recreatie
Een groot pretpark in Roquefort is Walibi Sud-Ouest.

## Demografie
Onderstaande figuur toont het verloop van het inwonertal (bron: INSEE-tellingen).